# Kapelle (Nötting)

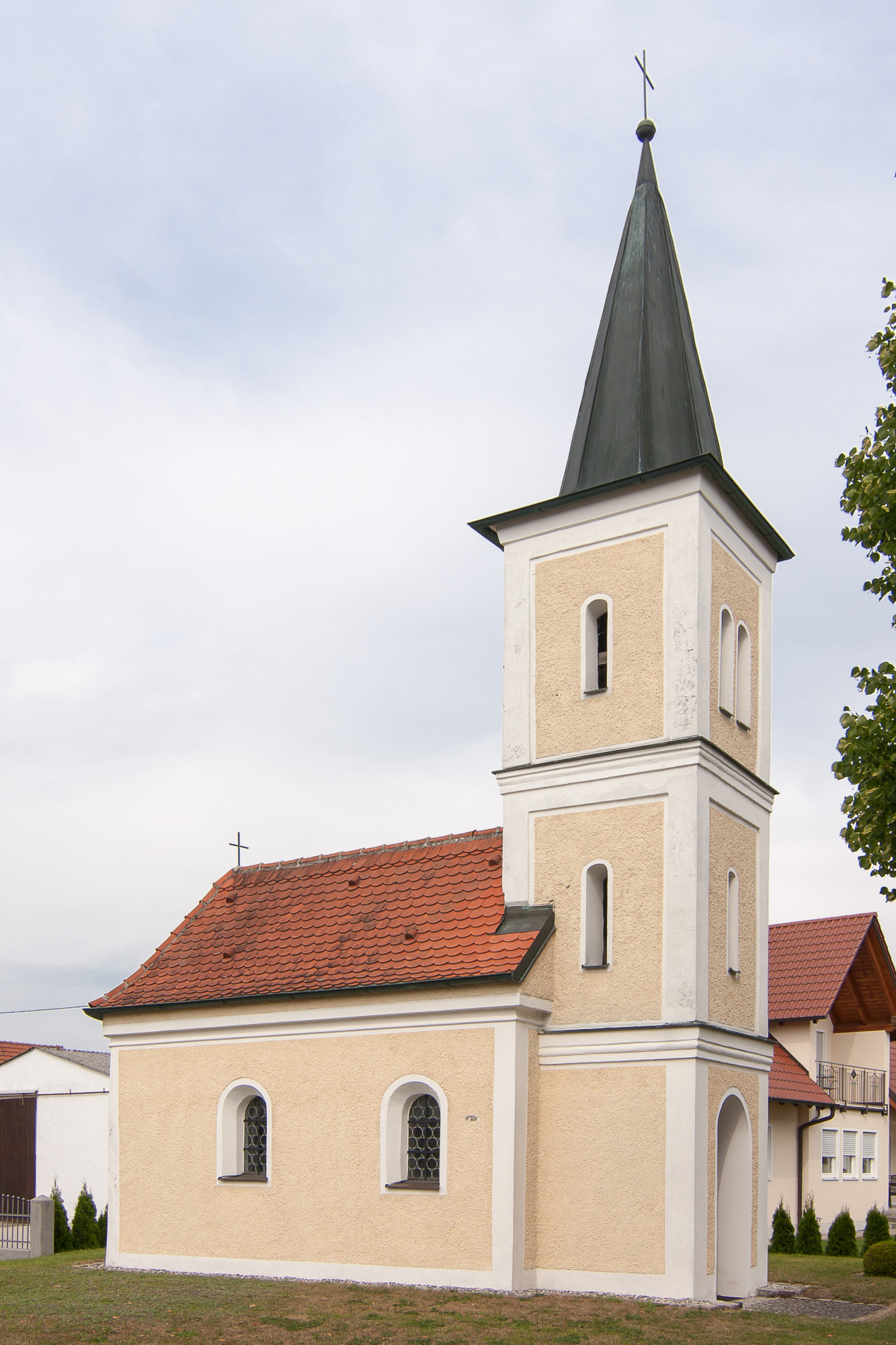
Kapelle in Nötting

Die Kapelle in Nötting, einem Ortsteil der Stadt Geisenfeld im oberbayerischen Landkreis Pfaffenhofen an der Ilm, wurde in der zweiten Hälfte des 19. Jahrhunderts errichtet. Die Kapelle in der Nähe der Vohburger Straße gehört zu den geschützten Baudenkmälern in Bayern.
Die verputzte Satteldachbau mit Putzgliederung, segmentbogigem Schluss und Fassadenturm mit Spitzhelm besitzt einen tonnengewölbten Innenraum.
Der Altar ist mit bäuerlichen Barockfiguren des 18. Jahrhunderts ausgestattet.